# Zebegény
Zebegény is een plaats (község) en gemeente in het Hongaarse comitaat Pest. Zebegény telt 1207 inwoners (2001).

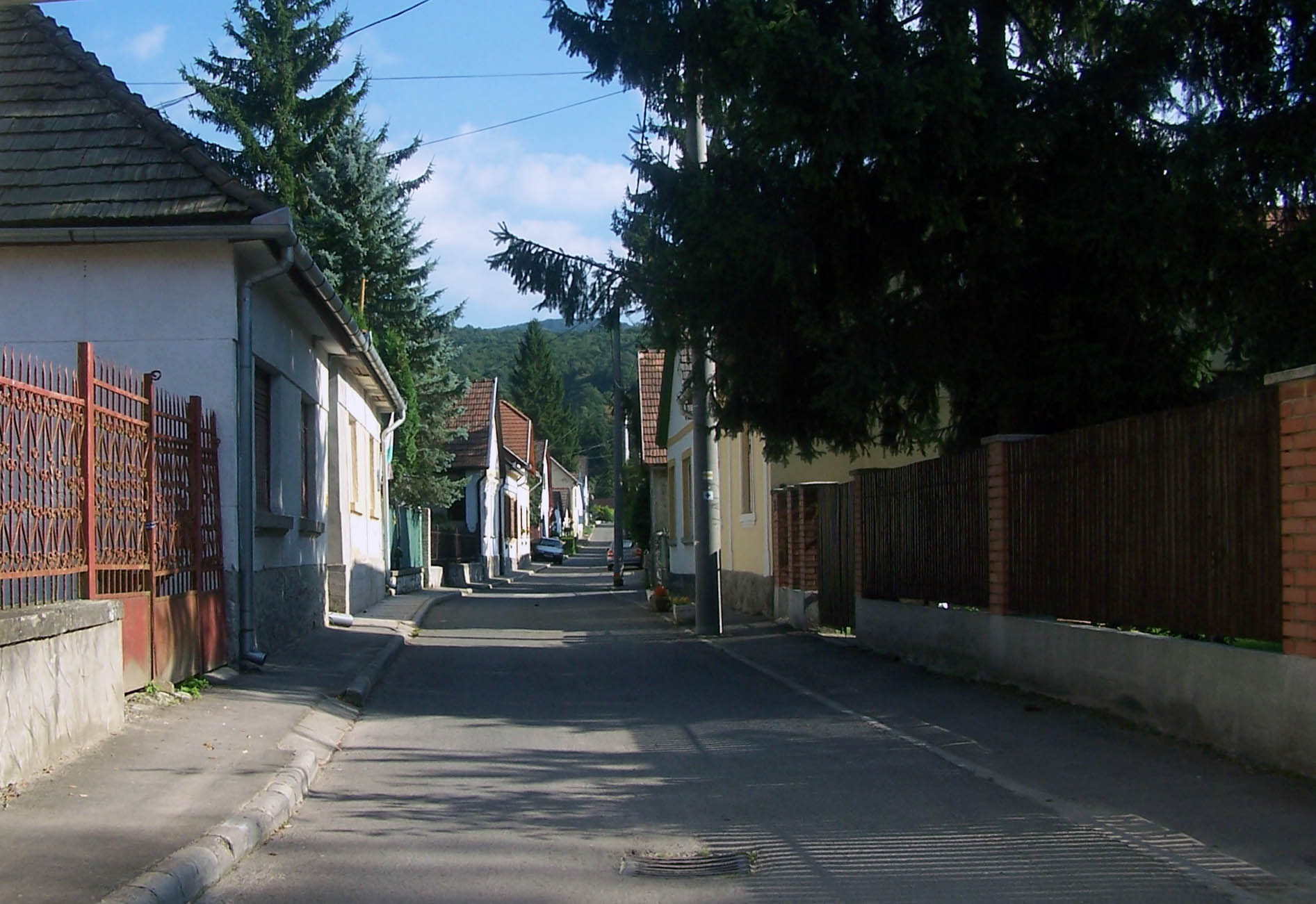
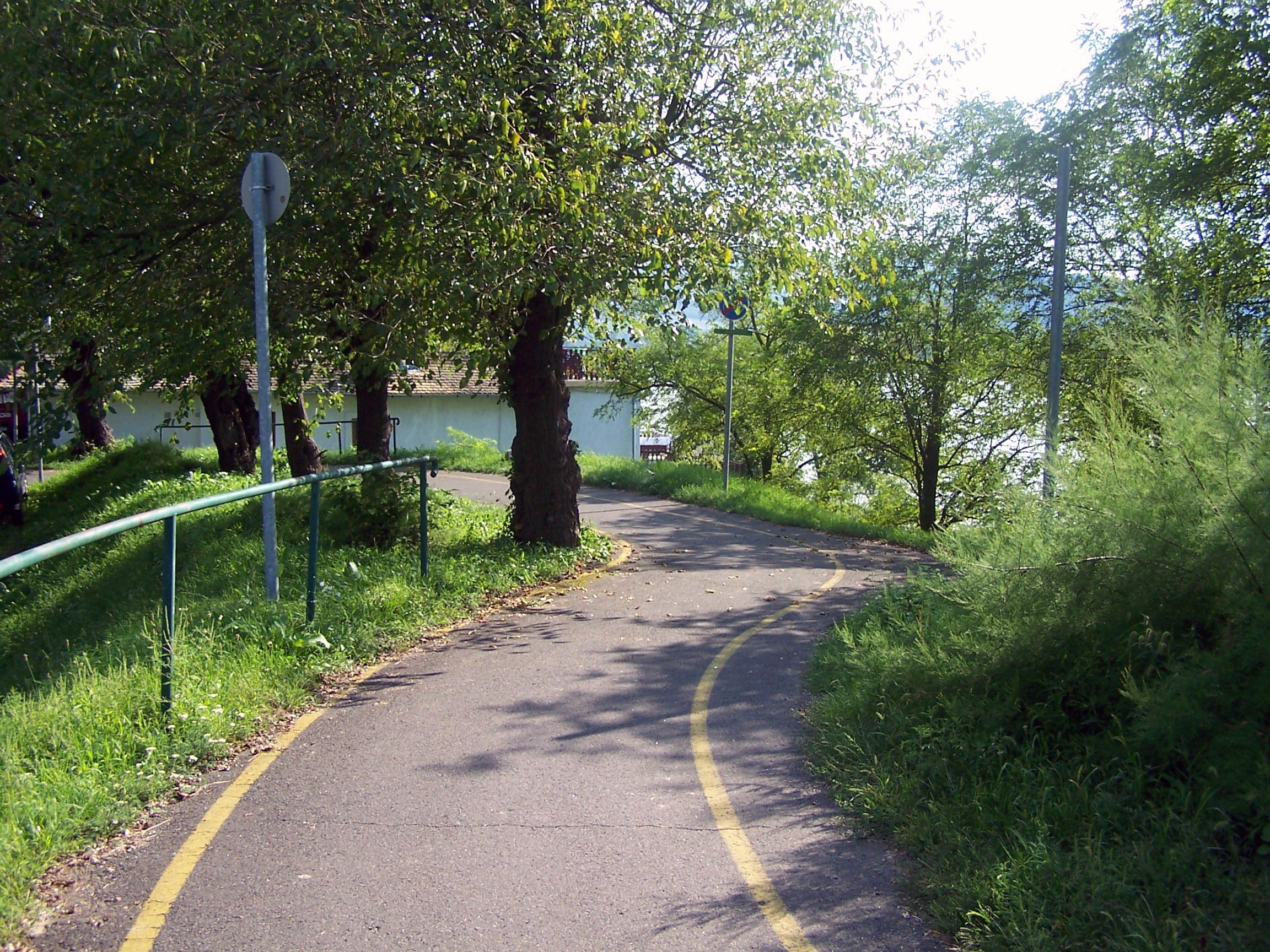
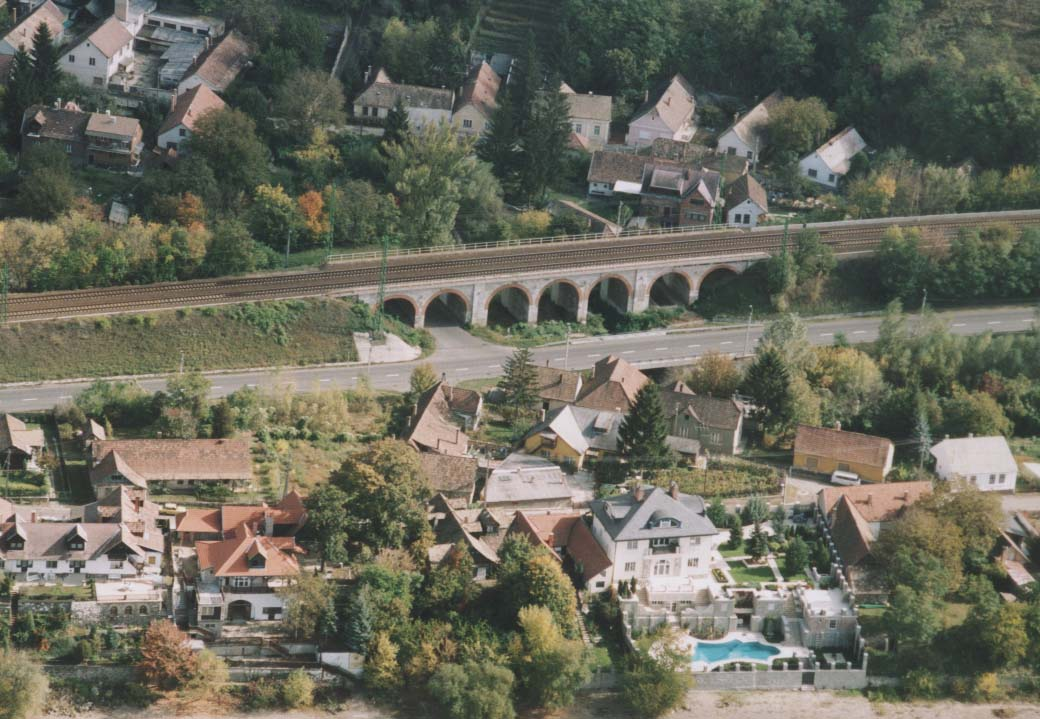
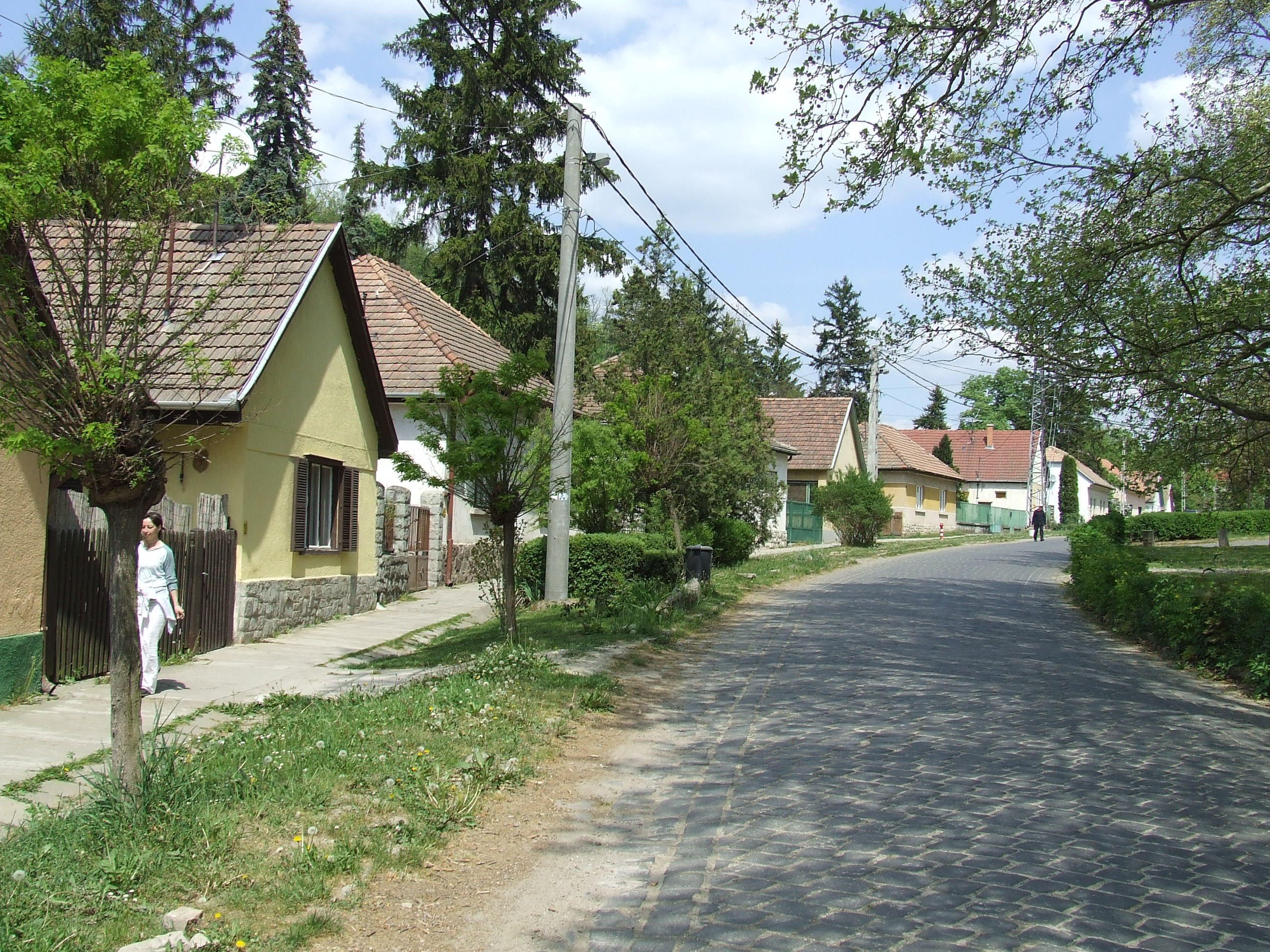